# Wiro de Roerdalen
Wiro est un saint de l'Église catholique du VIIIe siècle et un saint patron des Pays-Bas. Il est fêté le 8 mai.

## Biographie
Wiro est un évêque irlandais. Il entreprend un voyage vers Rome, avec ses compagnons Plechelm et Otger. Il devient missionnaire aux Pays-Bas. Il fonde la basilique de Sint-Odiliënberg qui porte son nom aujourd'hui, ainsi que celui de ses compagnons saint Plechelm et saint Otger. 